# 光のほうへ
『光のほうへ』（ひかりのほうへ、Submarino）は2010年のデンマーク・スウェーデンのドラマ映画。監督はトマス・ヴィンターベア、出演はヤコブ・セダーグレンとペーター・プラウボーなど。原作はデンマークの作家ヨナス・T・ベングトソンの小説『SUBMARINO』。
第60回ベルリン国際映画祭のコンペティション部門に出品され、2010年2月13日に同映画祭にて初上映された。デンマークのアカデミー賞にあたるロバート賞で、作品賞や主演男優賞を含む14部門でノミネートされ、助演男優賞（ペーター・プラウボー）など5部門で受賞を果たすなど、高い評価を得ている。

## ストーリー
唯一の親である母親から育児放棄された兄弟は、年の離れた赤ん坊の弟の面倒をみている。兄弟は赤ん坊のためにミルクを万引きし、電話帳で見つけた名前で「洗礼」のまねごとをするなど、赤ん坊を心から可愛がっていた。ところがある日、赤ん坊は突然死してしまい、兄弟は深い心の傷を負う。
月日は流れ、大人になった兄ニックは、恋人アナと別れたショックから行きずりの男に暴力を振るい、刑務所に入っていた。3ヶ月前に出所し、シェルター（臨時宿泊施設）で暮らすニックは、ある日、街中でアナの兄イヴァンと再会する。ニックを兄のように慕っていたイヴァンは再会を喜ぶが、イヴァンは精神を病んでいた。女に飢えているイヴァンのため、ニックは同じシェルターで暮らす女ソフィーをイヴァンに引き合わせる。ところがニックが外出している間に、イヴァンはソフィーを絞め殺してしまう。
一方、ニックの弟は2年前に妻を交通事故で亡くし、幼い息子マーティンを1人で育てていた。亡妻ともども麻薬常習者だったために、マーティンから引き離されそうになった弟は生活保護を断るが、今も麻薬を常用しており、生活は困窮を極める。そんなある日、母が亡くなり、葬儀の場で久しぶりに再会した兄ニックから、母の遺した約30万クローネもの財産の全てを譲ると言われる。弟は、その金の一部でマーティンと楽しく過ごすと、残った金で大量の麻薬を購入し、売人として稼ぐことにする。順調に売りさばいていた弟だったが、そんな生活が長続きするわけはなく、あっけなく逮捕されてしまう。
ニックはソフィー殺害の容疑で逮捕されるが、黙秘を続けていた。ある日、ニックは刑務所の中庭で弟と出会う。互いの境遇を嗤いつつも、弟は兄を慕う言葉と永遠の別れを告げるかのような言葉を残して去る。ニックは弟に会いたがるが、かねてより怪我をしていた右手が化膿し、意識を失う。入院し、右手を切断したニックは、弁護士に弟に会いたいと言うが、弁護士が調べたところ、弟は前日の朝、トイレで自殺しているのが発見されていた。ショックを受けたニックは弁護士にソフィー殺害の経緯を話す。
右手の怪我が証拠となり、釈放されたニックは弟の葬儀に参列し、マーティンと再会する。ニックはマーティンに「マーティン」の名の由来を後で話してやると言う。そしてマーティンはニックに、離れていてもいつも一緒だという父親の遺した言葉を語る。その言葉にニックは涙を浮かべ、マーティンはニックの手を握る。
子供時代、洗礼のまねごとをしていた兄弟が赤ん坊に付けた名前はマーティンだった。

## キャスト
- ニック: ヤコブ・セーダーグレン（デンマーク語版） - 暴行事件で服役し、3ヶ月前に出所。
- ニックの弟: ペーター・プラウボー（デンマーク語版） - 麻薬常習者。
- ソフィー: パトリシア・シューマン（デンマーク語版） - ニックと肉体関係を持っている女。幼い息子と引き離されている。
- イヴァン: モーテン・ローセ（デンマーク語版） - ニックの元恋人アナの兄。
- マーティン: グスタフ・フィッシェル・キャエルフ - ニックの弟の息子。

## エピソード
原作小説『SUBMARINO』は作者のヨナス・T・ベングトソンにとって2作目の小説であり、映画公開後の2010年9月にスウェーデンの文学賞「ペール・オーロフ・エンクイスト文学賞」を受賞している。

## 映画賞受賞・ノミネート
| 映画祭・賞                                                | 部門             | 候補                                                      | 結果       |
| --------------------------------------------------------- | ---------------- | --------------------------------------------------------- | ---------- |
| 第28回ロバート賞 （デンマーク映画アカデミーによる映画賞） | 作品賞           |                                                           | ノミネート |
| 第28回ロバート賞 （デンマーク映画アカデミーによる映画賞） | 監督賞           | トマス・ヴィンターベア                                    | ノミネート |
| 第28回ロバート賞 （デンマーク映画アカデミーによる映画賞） | 主演男優賞       | ヤコブ・セーダーグレン                                    | ノミネート |
| 第28回ロバート賞 （デンマーク映画アカデミーによる映画賞） | 助演男優賞       | グスタフ・フィッシェル・キャエルフ                        | ノミネート |
| 第28回ロバート賞 （デンマーク映画アカデミーによる映画賞） | 助演男優賞       | ペーター・プラウボー                                      | 受賞       |
| 第28回ロバート賞 （デンマーク映画アカデミーによる映画賞） | 助演女優賞       | パトリシア・シューマン                                    | ノミネート |
| 第28回ロバート賞 （デンマーク映画アカデミーによる映画賞） | 脚本賞           | トマス・ヴィンターベア トビアス・リンホルム               | ノミネート |
| 第28回ロバート賞 （デンマーク映画アカデミーによる映画賞） | 撮影賞           | シャルロッテ・ブルース・クリステンセン                    | ノミネート |
| 第28回ロバート賞 （デンマーク映画アカデミーによる映画賞） | 編集賞           | アンドリ・スタイン ヴァルディス・オスカードゥティル       | ノミネート |
| 第28回ロバート賞 （デンマーク映画アカデミーによる映画賞） | 美術賞           | トーベン・スティグ・ニールセン                            | 受賞       |
| 第28回ロバート賞 （デンマーク映画アカデミーによる映画賞） | 衣裳賞           | マルグレーテ・ラスムッセン                                | 受賞       |
| 第28回ロバート賞 （デンマーク映画アカデミーによる映画賞） | メイキャップ賞   | ビョーグ・セラップ                                        | ノミネート |
| 第28回ロバート賞 （デンマーク映画アカデミーによる映画賞） | 録音賞           | クリスチャン・エイネス・アンデルセン                      | ノミネート |
| 第28回ロバート賞 （デンマーク映画アカデミーによる映画賞） | 音楽賞/作曲賞    | トマス・ブラックマン クリスチャン・エイネス・アンデルセン | 受賞       |
| 第28回ロバート賞 （デンマーク映画アカデミーによる映画賞） | オリジナル歌曲賞 | アグネス・オベル 「Riverside」                            | 受賞       |
| 第64回ボーディル賞 （デンマーク映画批評家協会賞）         | 作品賞           |                                                           | ノミネート |
| 第64回ボーディル賞 （デンマーク映画批評家協会賞）         | 主演男優賞       | ヤコブ・セーダーグレン                                    | ノミネート |
| 第64回ボーディル賞 （デンマーク映画批評家協会賞）         | 主演男優賞       | ペーター・プラウボー                                      | ノミネート |
| 第64回ボーディル賞 （デンマーク映画批評家協会賞）         | 助演男優賞       | グスタフ・フィッシェル・キャエルフ                        | ノミネート |
| 第64回ボーディル賞 （デンマーク映画批評家協会賞）         | 助演女優賞       | パトリシア・シューマン                                    | 受賞       |